# Toxorhamphus poliopterus
Il beccolungo mentoardesia o beccolungo aligrigie (Toxorhamphus poliopterus (Sharpe, 1882)) è un uccello passeriforme della famiglia Melanocharitidae.

## Etimologia
Il nome scientifico della specie, poliopterus, deriva dall'unione delle parole greche πολιος (polios, "grigio") e πτερον (pteron, "ala"), col significato di "dalle ali grigie", in riferimento alla livrea di questi uccelli: il loro nome comune è anch'esso un riferimento alla livrea.

## Descrizione

### Dimensioni
Misura 12,5 cm di lunghezza, per 14-15 g di peso.

### Aspetto

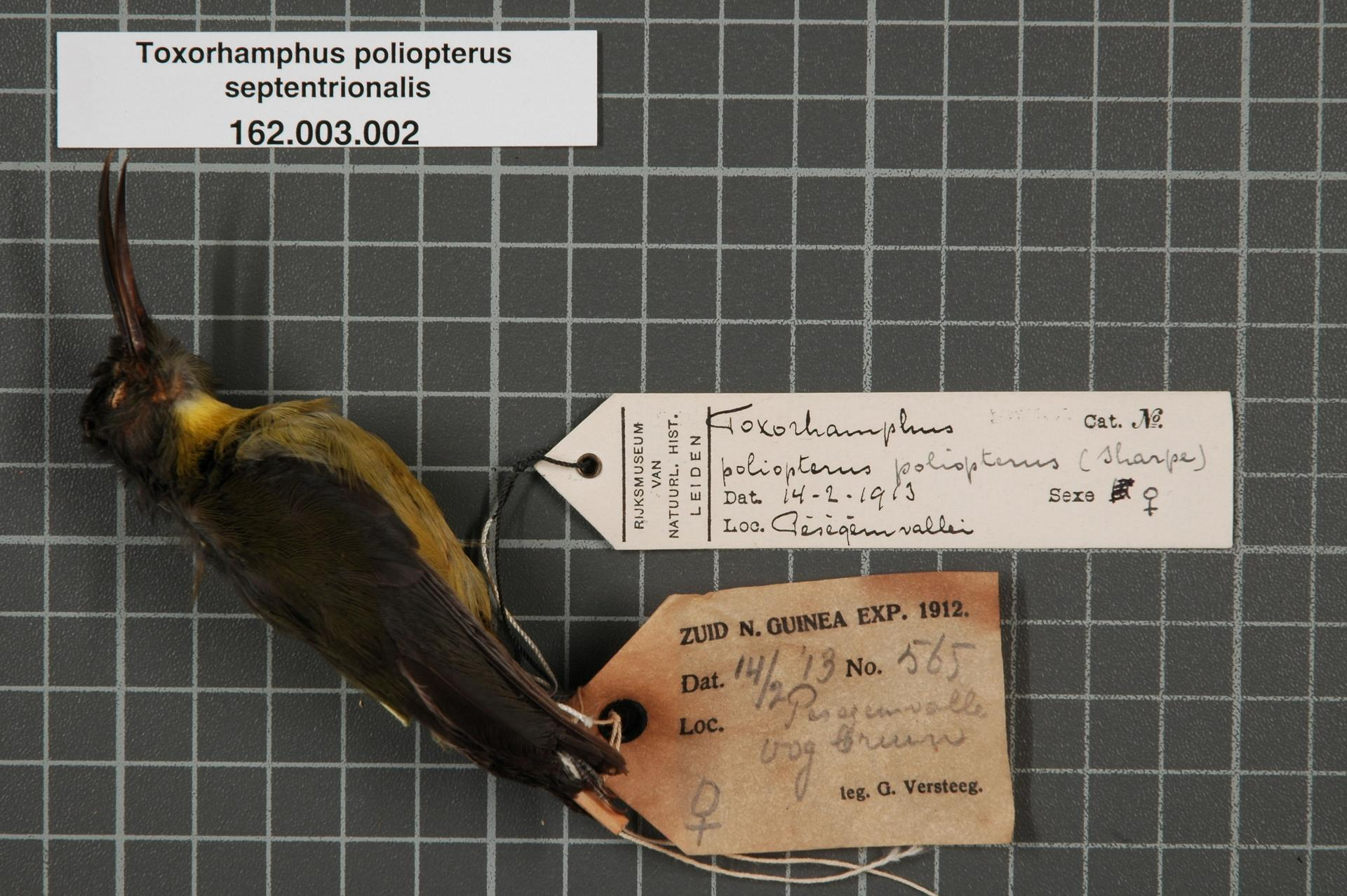
Maschio impagliato.

Si tratta di uccelli dall'aspetto slanciato ma arrotondato, muniti di corto collo (sicché la testa pare incassata direttamente nel torso), lungo e sottile becco ricurvo verso il basso, zampe forti e coda corta e squadrata: nel complesso, questi uccelli ricordano dei melifagidi o dei drepanidini dalla corta coda, oppure delle nettarinie dalla colorazione più sobria.
Il piumaggio si presenta di colore grigio-argenteo su fronte, vertice e nuca, mentre guance e gola sono più scure e tendono al bluastro-ardesia (da cui il nome comune della specie): la gola e la parte superiore del petto sono occupate da una mezzaluna di color giallo limone che va da spalla a spalla, mentre il resto del petto e il ventre sono di colore olivaceo-giallastro. Il dorso, le ali e la coda sono dello stesso colore del ventre, ma più scure (tanto che la coda e le remiganti tendono al nerastro) e con decise sfumature brune.

Il dimorfismo sessuale è ben riconoscibile, anche se non estremo: nelle femmine la colorazione della testa e della gola è meno vivida e più sfumata.
Il becco è di colore nerastro, così come nerastre sono le zampe: gli occhi sono di colore bruno-rossiccio.

## Biologia
Si tratta di uccelli dalle abitudini essenzialmente diurne, che vivono da soli o in coppie e sono molto vivaci e vocali ma al contempo timidi e circospetti: pertanto, risulta molto più facile udirne i richiami (peraltro molto simili a quelli delle nettarinie) che osservarli.

### Alimentazione
Il beccolungo mentoardesia è un uccello insettivoro, che si nutre perlopiù di insetti ed altri piccoli artropodi rinvenuti setacciando le crepe e le spaccature della corteccia degli alberi, integrando la propria dieta anche con nettare.

### Riproduzione
Sono stati osservati esemplari giovani ed adulti in amore fra maggio e ottobre, ovvero sia durante la stagione secca che durante la stagione delle piogge, il che suggerirebbe un periodo degli amori molto esteso o addirittura la facoltà da parte di questi uccelli di riprodursi durante tutto l'arco dell'anno: mancano però altre informazioni sulla loro riproduzione.

## Distribuzione e habitat
La specie è endemica della Nuova Guinea, della quale popola la fascia pedemontana di tutto l'asse montuoso centrale, oltre alla penisola di Huon.
L'habitat di questi uccelli è rappresentato dalla foresta pluviale primaria e secondaria di collina e pedemontana, mentre è raro che questi uccelli si spingano più in alto nella foresta montana: essi colonizzano invece i giardini e i parchi delle aree suburbane prossime alla foresta.

## Tassonomia

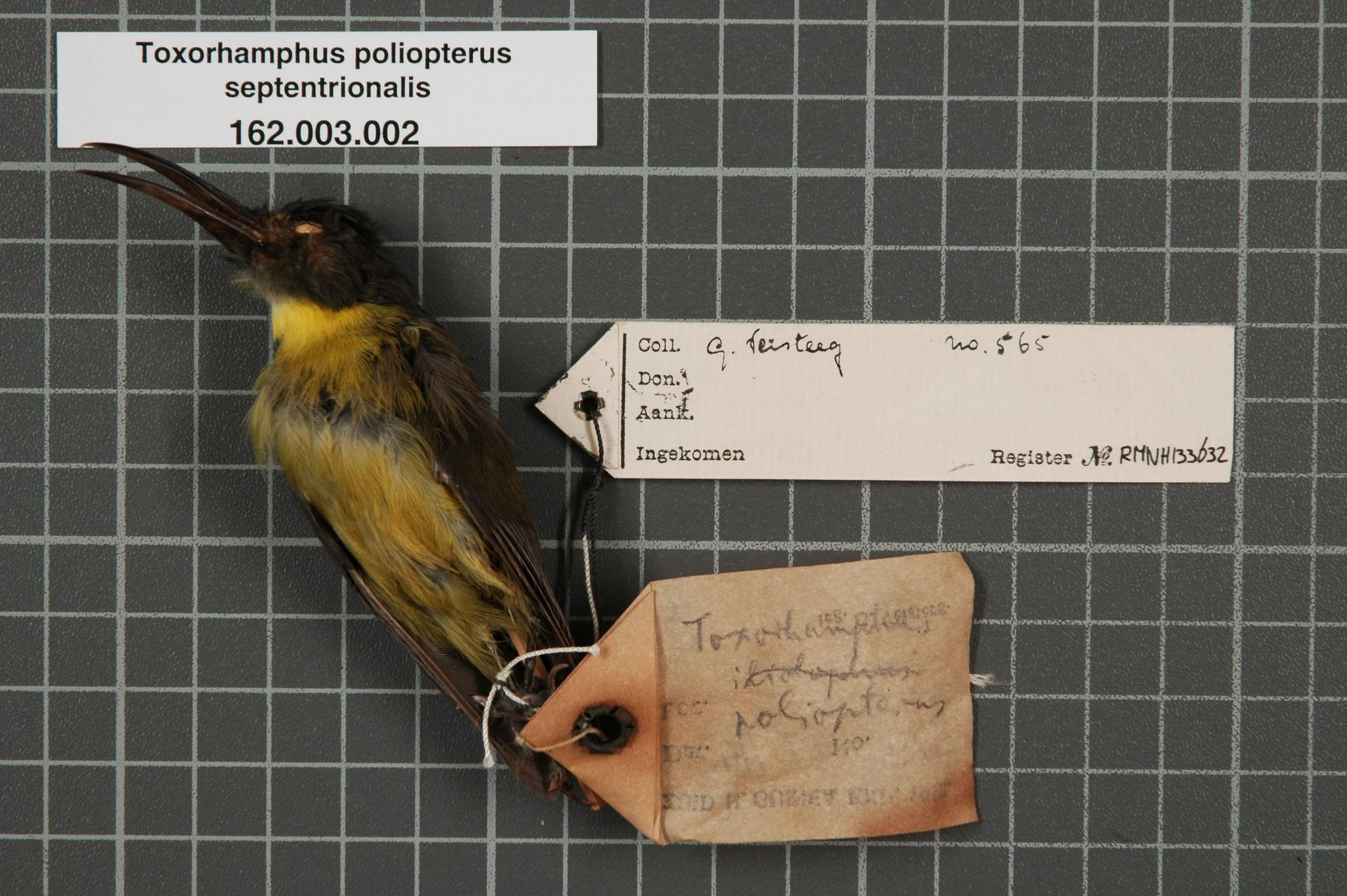
Maschio impagliato della presunta sottospecie septentrionalis.

Alcuni autori ne riconoscerebbero due o addirittura tre sottospecie (oltre alla nominale, maximus dell'Irian Jaya e septentrionalis della penisola di Huon): attualmente, però, si tende a ritenere il beccolungo mentoardesia una specie monotipica, con variazione clinale in direttrice NO-SE.